# Герб комуни Ор'єнг
Герб комуни Ор’єнг (швед. Årjängs kommunvapen) — символ шведської адміністративно-територіальної одиниці місцевого самоврядування комуни Ор’єнг.

## Історія
Герб торговельного містечка (чепінга) Ор’єнг мав зображення ведмедя і бордюр з підковами. Натомість ландскомуна Тексмарк використовувала голову ведмедя і бордюр з хрестиками.
Після адміністративно-територіальної реформи, проведеної в Швеції на початку 1970-х років, муніципальні герби стали використовуватися лишень комунами. Для нової комуни Ор’єнг герб було скомбіновано з символів двох адміністративних одиниць, які увійшли до її складу.
Герб комуни офіційно зареєстровано 1974 року.

## Опис (блазон)
У срібному полі спинається синій ведмідь з червоними зубами, язиком і пазурами, довкола йде усіяний срібними хрестиками синій бордюр. 

## Зміст
Сюжет з ведмедем для герба взято з печатки герада (територіальної сотні) Нурмарк за 1617 року. Бордюр з хрестиками вказує на розташування комуни на кордоні з Норвегією.